# Países Bajos en los Juegos Olímpicos de Los Ángeles 2028
Los Países Bajos participarán en los Juegos Olímpicos de Los Ángeles 2028. Responsable del equipo olímpico es el Comité Olímpico Neerlandés, así como las federaciones deportivas nacionales de cada deporte con participación.